# ماسيمليانو فييري
ماسيمليانو فييري (بالإيطالية: Massimiliano Vieri)‏ لاعب كرة قدم أسترالي ايطالي (ولد في أستراليا في الأول من سبتمبر من العام 1978)، لعب لأندية إيطالية ابرزها نادي يوفنتوس ونادي نابولي ونادي هيلاس فيرونا كما شارك في صفوف منتخب أستراليا

## هوامش
ماسيمليانو هو ابن اللاعب الإيطالي روبيرتو فييري وشقيق اللاعب كريستيان فييري

## روابط خارجية
- ماسيمليانو فييري على موقع قاعدة بيانات كرة القدم.إي يو (الإنجليزية)
- ماسيمليانو فييري على موقع ناشيونال فوتبول تيمز (الإنجليزية)
- ماسيمليانو فييري على موقع Soccerway.com (الإنجليزية)
- ماسيمليانو فييري على موقع عالم كرة القدم.نت (الإنجليزية)